# USS Fanshaw Bay (CVE-70)
Авіаносець «Феншоу Бей» (англ. USS Fanshaw Bay (CVE-70)) - ескортний авіаносець США часів Другої світової війни, типу «Касабланка».

## Історія створення
Авіаносець «Феншоу Бей» був закладений 18 травня 1943 року на верфі Kaiser Shipyards у Ванкувері. Спущений на воду 1 листопада 1943 року, вступив у стрій 9 грудня 1943 року.

## Історія служби
Після вступу в стрій авіаносець «Феншоу Бей» брав участь в десантній операції на Маріанські острови (червень-липень 1944 року), під час якої 17 червня 1944 року був легко пошкоджений близьким вибухом авіабомби. Далі авіаносець брав участь в десантній операції на о. Моротай (вересень 1944 року) та Лейте (19-25.10.1944 року).
25 жовтня 1944 року під час битви біля о. Самар (частина битви в затоці Лейте) авіаносець «Феншоу Бей» отримав важкі пошкодження внаслідок артилерійського вогню японських важких крейсерів (в корабель влучило 6 203-мм снарядів, в тому числі, один нижче ватерлінії). Корабель вирушив на ремонт у США.
Після ремонту авіаносець брав участь в битві за Окінаву (квітень-червень 1945 року). В липні-серпні 1945 року діяв у Східнокитайському морі.
Після закінчення бойових дій корабель перевозив американських солдатів та моряків на батьківщину (операція «Magic Carpet»).
14 серпня 1946 року «Феншоу Бей» був виведений у резерв.
У 1955 році  «Феншоу Бей» був перекласифікований в ескортний вертольотоносець CVHE-70.
1 березня 1959 року авіаносець «Феншоу Бей» був виключений зі списків флоту і 26 вересня того ж року зданий на злам.